# Lina Hernández
Lina Marcela Hernández Gomez (El Carmen de Viboral, 4 januari 1999) is een Colombiaans wielrenster die actief is op de baan en de weg.

## Carrière
Hernández won het merendeel van haar medailles bij de ploegenachtervolging en koppelkoers. Naast haar successen op de Colombiaanse kampioenschappen baanwielrennen won ze ook acht medailles op de Pan-Amerikaanse kampioenschappen waarvan vier gouden in 2021. Op de Pan-Amerikaanse Spelen in 2019 won ze brons op de ploegenachtervolging. Deze reed ze met Jessica Parra, Lina Rojas en Jannie Salcedo. Bij de volgende Spelen vier jaar later won ze onder andere goud op de koppelkoers samen met Rojas. Hernández nam in 2021 en 2024 deel aan de WK. Bij haar eerste deelname in 2021 werd ze vijftiende bij de achtervolging en drie jaar later negentiende bij het omnium.
Op de weg werd ze tussen 2018 en 2021 vijfmaal nationaal kampioene, waarvan viermaal bij de tijdrit en eenmaal bij de wegwedstrijd. In 2022 en 2023 werd ze Colombiaans kampioene bij de elite in het tijdrijden. Bij de Pan-Amerikaanse kampioenschappen op de weg won ze in 2021 goud bij de beloften. Even later won ze ook goud bij de tijdrit van de Pan-Amerikaanse Spelen die dat jaar voor het eerst werd verreden bij de beloften.

## Palmares

### Op de baan
| Jaar      | CK                                                          | P-AK                                                               | WK                | Overige                                                                |
| Als elite | Als elite                                                   | Als elite                                                          | Als elite         | Als elite                                                              |
| --------- | ----------------------------------------------------------- | ------------------------------------------------------------------ | ----------------- | ---------------------------------------------------------------------- |
| 2018      | ploegenachtervolging · koppelkoers · sprint                 | omnium · 4e achtervolging                                          |                   |                                                                        |
| 2019      | achtervolging · omnium · puntenkoers · koppelkoers          | puntenkoers · 4e koppelkoers · 4e ploegenachtervolging · 7e omnium |                   | Pan-Amerikaanse Spelen: · ploegenachtervolging · 4e omnium             |
| 2020      |                                                             |                                                                    |                   |                                                                        |
| 2021      | ploegenachtervolging · 4e scratch                           | afvalkoers · omnium · ploegenachtervolging · sprint                | 15e achtervolging | NC Cali: · koppelkoers · omnium · ploegenachtervolging                 |
| 2022      | achtervolging · koppelkoers · ploegenachtervolging · omnium |                                                                    |                   | Zuid-Amerikaanse Spelen: · koppelkoers · omnium · ploegenachtervolging |
| 2023      | koppelkoers · omnium · ploegenachtervolging · achtervolging |                                                                    |                   | Pan-Amerikaanse Spelen: · koppelkoers · omnium · ploegenachtervolging  |
| 2024      | koppelkoers · omnium · ploegenachtervolging · achtervolging | koppelkoers · omnium · 5e ploegenachtervolging                     | 19e omnium        |                                                                        |

### Op de weg
2018
 Colombiaans kampioene tijdrijden, beloften
 Colombiaans kampioenschap op de weg, beloften
2019
 Colombiaans kampioene tijdrijden, beloften
2020
5e etappe Ronde van Colombia
 Colombiaans kampioene tijdrijden, beloften
 Colombiaans kampioene op de weg, beloften
2021
 Colombiaans kampioene tijdrijden, beloften
 Pan-Amerikaans kampioene op de weg, beloften
 Pan-Amerikaans kampioenschap tijdrijden, elite
 Tijdrit op de Pan-Amerikaanse Spelen, beloften
2022
 Colombiaans kampioene tijdrijden, elite
 Pan-Amerikaans kampioenschap op de weg, elite
 Wegwedstrijd op de Zuid-Amerikaanse Spelen, elite
 Tijdrit op de Zuid-Amerikaanse Spelen, elite
2023
 Colombiaans kampioene tijdrijden, elite

#### Resultaten in voornaamste wedstrijden
|      | \| Jaar \| \| WK op de weg \| \| ---- \| \| ------------ \| \| 2021 \| \| opgave \| \| 2022 \| \| 66e \| |              |
| Jaar | | WK op de weg |
| 2021 | | opgave       |
| 2022 | | 66e          |